# Галими, Фульвио
Фульвио Галими Герарди (исп. Fulvio Galimi Gherardi; 11 января 1927, Буэнос-Айрес — 2 июня 2016, там же) — аргентинский фехтовальщик-рапирист, выступал за национальную сборную Аргентины в конце 1940-х — середине 1950-х годов. Участник двух летних Олимпийских игр, чемпион Панамериканских игр, победитель и призёр многих турниров национального значения.

## Биография
Фульвио Галими родился 11 января 1927 года в Буэнос-Айресе, в семье опытного фехтовальщика Феличе Галими, переехавшего в Аргентину из Италии. Активно заниматься фехтованием начал с раннего детства, проходил подготовку в клубе Círculo Italiano и уже в возрасте тринадцати лет стал чемпионом страны среди кадетов, выиграв у восемнадцатилетних соперников. Позже перешёл в столичную команду «Университарио». Тренировался вместе со старшим братом Феликсом, который впоследствии тоже стал довольно известным фехтовальщиком.
Первого серьёзного успеха на взрослом международном уровне добился в сезоне 1948 года, когда вошёл в основной состав аргентинской национальной сборной и благодаря череде удачных выступлений удостоился права защищать честь страны на летних Олимпийских играх в Лондоне. В личном зачёте рапиристов остановился на стадии четвертьфиналов, тогда как в командном первенстве занял пятое место.
В 1951 году Галими выступил на домашних Панамериканских играх в Буэнос-Айресе, где стал серебряным призёром в командном зачёте рапиристов, уступив только сборной США. Находясь в числе лидеров фехтовальной команды Аргентины, благополучно прошёл отбор на Олимпийские игры в Хельсинки — вновь дошёл до четвертьфинала в индивидуальной дисциплине рапиристов и расположился на пятой строке в командном зачёте. Кроме того, выступал здесь в составе аргентинской команды саблистов, но выбыл из борьбы за медали уже на ранних стадиях турнира.
После хельсинкской Олимпиады Фульвио Галими остался в основном составе аргентинской национальной сборной и продолжил принимать участие в крупнейших международных турнирах. Так, в 1955 году он побывал на Панамериканских играх в Мехико, откуда привёз награды бронзового и золотого достоинства, выигранные в личном и командном первенствах рапиристов соответственно. В 1956 году он принял решение завершить карьеру профессионального спортсмена, но при этом не оставил фехтования — ещё в течение нескольких десятилетий вместе с братом занимался популяризацией этого вида спорта, регулярно принимал участие в показательных выступлениях и различных любительских турнирах, в том числе совершил масштабный тур по Европе, снялся в нескольких художественных фильмах аргентинского производства.
Умер 2 июня 2016 года в Буэнос-Айресе в возрасте 89 лет.